# Schaatsen op de Olympische Winterspelen 2022 - Ploegenachtervolging mannen
De ploegenachtervolging mannen op de Olympische Winterspelen 2022 werd op zondag 13 en dinsdag 15 februari 2022 in de National Speed Skating Oval in Peking, China verreden. De Russische ploeg reed een olympisch record in de halve finales. In de finale werd zij verslagen door de Noren.

## Tijdschema
| Datum       | Lokale tijd | MET   | Fase          |
| ----------- | ----------- | ----- | ------------- |
| 13 februari | 21:00       | 14:00 | Kwartfinales  |
| 15 februari | 14:52       | 07:52 | Halve finales |
| 15 februari | 15:43       | 08:43 | Finales C/D   |
| 15 februari | 16:41       | 09:41 | Finales A/B   |

## Records
Records voor aanvang van de Spelen in 2022. 
| Titelhouder      | Håvard Bøkko Simen Spieler Nilsen Sverre Lunde Pedersen | Noorwegen        | 3:37,32 | Gangneung      | Olympische Winterspelen 2018 | 21 februari 2018 |
| Wereldrecord     | Casey Dawson Emery Lehman Joey Mantia                   | Verenigde Staten | 3:34,47 | Salt Lake City | Wereldbeker 3 2021/2022      | 5 december 2021  |
| Olympisch record | Håvard Bøkko Simen Spieler Nilsen Sverre Lunde Pedersen | Noorwegen        | 3:37,08 | Gangneung      | Olympische Winterspelen 2018 | 21 februari 2018 |
| Baanrecord       | Jur Veenje Kayo Vos Gert Wierda                         | Nederland        | 4:08,52 | Olympic Test   | Olympic Test                 | Olympic Test     |

## Wedstrijden

### Kwartfinale
| Schaatsers                                | Land             | Tijd    | – | Schaatsers                                                | Land            | Tijd    |
| ----------------------------------------- | ---------------- | ------- | - | --------------------------------------------------------- | --------------- | ------- |
| Chung Jae-won Kim Min-seok Lee Seung-hoon | Zuid-Korea       | 3:41,89 | - | Davide Ghiotto Andrea Giovannini Michele Malfatti         | Italië          | 3:42,04 |
| Marcel Bosker Sven Kramer Patrick Roest   | Nederland        | 3:38,90 | - | Jordan Belchos Ted-Jan Bloemen Connor Howe                | Canada          | 3:40,17 |
| Ethan Cepuran Casey Dawson Emery Lehman   | Verenigde Staten | 3:37,51 | - | Hallgeir Engebråten Peder Kongshaug Sverre Lunde Pedersen | Noorwegen       | 3:37,47 |
| Lian Ziwen Wang Haotian Xu Fu             | China            | 3:52,25 | - | Daniil Aldosjkin Sergej Trofimov Roeslan Zacharov         | Russische ploeg | 3:38,67 |

#### Stand
| Nr. | Land             | Tijd    | Verschil | Volgende race  |
| --- | ---------------- | ------- | -------- | -------------- |
| 1   | Noorwegen        | 3:37,47 | -        | Halve finale 1 |
| 2   | Verenigde Staten | 3:37,51 | + 0,04   | Halve finale 2 |
| 3   | Russische ploeg  | 3:38,67 | + 1,20   | Halve finale 2 |
| 4   | Nederland        | 3:38,90 | + 1,43   | Halve finale 1 |
| 5   | Canada           | 3:40,17 | + 2,70   | Finale C       |
| 6   | Zuid-Korea       | 3:41,89 | + 4,42   | Finale C       |
| 7   | Italië           | 3:42,04 | + 4,57   | Finale D       |
| 8   | China            | 3:52,25 | + 14,78  | Finale D       |

### Halve finale
| Schaatsers                                        | Land            | Tijd       | – | Tijd    | Land             | Schaatsers                                                |
| ------------------------------------------------- | --------------- | ---------- | - | ------- | ---------------- | --------------------------------------------------------- |
| Marcel Bosker Sven Kramer Patrick Roest           | Nederland       | 3:39,62    | - | 3:38,28 | Noorwegen        | Hallgeir Engebråten Peder Kongshaug Sverre Lunde Pedersen |
| Daniil Aldosjkin Sergej Trofimov Roeslan Zacharov | Russische ploeg | 3:36,62 BR | - | 3:37,05 | Verenigde Staten | Ethan Cepuran Casey Dawson Emery Lehman                   |

### Finales
| Finale | Schaatsers                                        | Land            | Tijd    | – | Schaatsers | Land             | Tijd                                                      |
| ------ | ------------------------------------------------- | --------------- | ------- | - | ---------- | ---------------- | --------------------------------------------------------- |
| A      | Daniil Aldosjkin Sergej Trofimov Roeslan Zacharov | Russische ploeg | 3:40,46 | - | 3:38,08    | Noorwegen        | Hallgeir Engebråten Peder Kongshaug Sverre Lunde Pedersen |
| B      | Marcel Bosker Sven Kramer Patrick Roest           | Nederland       | 3:41,62 | - | 3:38,81    | Verenigde Staten | Casey Dawson Emery Lehman Joey Mantia                     |
| C      | Chung Jae-won Kim Min-seok Park Seong-hyeon       | Zuid-Korea      | 3:53,77 | - | 3:40,39    | Canada           | Jordan Belchos Ted-Jan Bloemen Tyson Langelaar            |
| D      | Lian Ziwen Wang Haotian Xu Fu                     | China           | 3:53,58 | - | 3:44,20    | Italië           | Davide Ghiotto Andrea Giovannini Michele Malfatti         |

#### Stand
| Rang   | Land             | Tijd    | Verschil |
| ------ | ---------------- | ------- | -------- |
| Goud   | Noorwegen        | 3:38,08 | —        |
| Zilver | Russische ploeg  | 3:40,46 | + 2,38s  |
| Brons  | Verenigde Staten | 3:38,81 |          |
| 4      | Nederland        | 3:41,62 | + 2,81s  |
| 5      | Canada           | 3:40,39 |          |
| 6      | Zuid-Korea       | 3:53,58 | + 13,19s |
| 7      | Italië           | 3:44,20 |          |
| 8      | China            | 3:53,58 | + 9,38s  |

## IJs- en klimaatcondities
| Datum            | 13 februari | 13 februari | 15 februari | 15 februari | 15 februari | 15 februari | 15 februari | 15 februari |
| Tijd             | 20:54       | 21:21       | 14:52       | 15:04       | 15:43       | 15:49       | 16:41       | 16:47       |
| Luchttemperatuur | 18,8°C      | 18,5°C      | 18,3°C      | 18,2°C      | 18,4°C      | 18,3°C      | 18,6°C      | 18,5°C      |
| IJstemperatuur   | -10,7°C     | -10,9°C     | -11,0°C     | -11,0°C     | -11,0°C     | -11,0°C     | -11,0°C     | -11,0°C     |
| Luchtvochtigheid | 25 %        | 25 %        | 20 %        | 20 %        | 20 %        | 20 %        | 20 %        | 20 %        |
| Luchtdruk        | 1.022 hPa   | 1.022 hPa   | 1.022 hPa   | 1.022 hPa   | 1.022 hPa   | 1.022 hPa   | 1.022 hPa   | 1.022 hPa   |